# JMM (Better Call Saul)
«JMM» es el séptimo episodio de la quinta temporada de la serie de televisión estadounidense de AMC Better Call Saul, la serie derivada de Breaking Bad. El episodio, escrito por Alison Tatlock y dirigido por Melissa Bernstein, se emitió el 30 de marzo de 2020 en AMC en Estados Unidos. Fuera de Estados Unidos, se estrenó en el servicio de streaming Netflix en varios países.

## Trama
Jimmy y Kim se casan en una ceremonia improvisada en el juzgado; con privilegio conyugal, Jimmy puede contarle a Kim sus casos sin mentir.
Lalo es arrestado bajo un alias y acusado de asesinato. Nacho llama a Jimmy para que represente a Lalo en su comparecencia y Lalo queda en custodia. Le ordena a Jimmy que obtenga su libertad bajo fianza para que no vaya a juicio, prometiéndole que si tiene éxito, Jimmy se hará rico como «amigo del cártel». Jimmy prueba su nueva relación con Kim hablándole de Lalo, incluyendo su intención de no luchar por su liberación. Kim le dice a Jimmy que está feliz de que se lo haya dicho.
Rich y Kim se reúnen con Kevin y se disculpan por el resultado del caso Acker, y Kevin indica que les hará saber si decide que continúen como sus abogados. Después de irse, Kim lleva a Rich de vuelta a la oficina de Kevin y le dice que constantemente ignoró sus consejos. Le dice a Kevin que tanto si los retiene como si consigue nuevos abogados, espera que esté más dispuesto a escuchar. Kevin indica su aprobación diciéndoles que los verá en su reunión regular del jueves.
Mike pasa tiempo con Kaylee y le dice a Stacey que ha superado el problema que causó su reciente ira. Nacho le dice a Mike que Lalo quiere que él queme uno de los restaurantes de Gus. En una reunión en Houston, Gus y otros dueños de subsidiarias de Madrigal dan informes al CEO Peter Schuler. Gus se reúne más tarde con Peter y Lydia para ponerlos al día sobre el estado del laboratorio de metanfetamina y les advierte que Lalo sigue siendo una amenaza incluso mientras esté encarcelado. Peter entra en pánico y Gus lo calma recordándole una experiencia que compartieron en Santiago de Chile. A su regreso, Gus y Nacho protegen el papel del segundo como el topo dentro de la organización Salamanca vandalizando el restaurante insignia de Gus, y luego provocando una explosión que lo incendia.
Gus quiere que Lalo sea liberado, así que Mike le da a Jimmy detalles sobre el trabajo de investigación que hizo bajo un nombre falso. Jimmy usa la información en la audiencia de fianza para acusar a la policía de manipulación de testigos. El juez concede una fianza de USD 7 millones en efectivo, que Lalo le dice a un sorprendido Jimmy que puede pagar, pero que él tendrá que recogerla.
Howard se acerca a Jimmy en el juzgado sobre el trabajo en HHM y Jimmy dice que aún lo está considerando. Howard se da cuenta de que Jimmy ha estado jugando con él, incluso dañando su coche e interrumpiendo su reciente almuerzo de negocios con Clifford Main, y rescinde la oferta. Jimmy culpa furiosamente a Howard por la muerte de Chuck y proclama en voz alta que, como Saul Goodman, ha crecido demasiado para las limitaciones de un trabajo en HHM.

## Producción

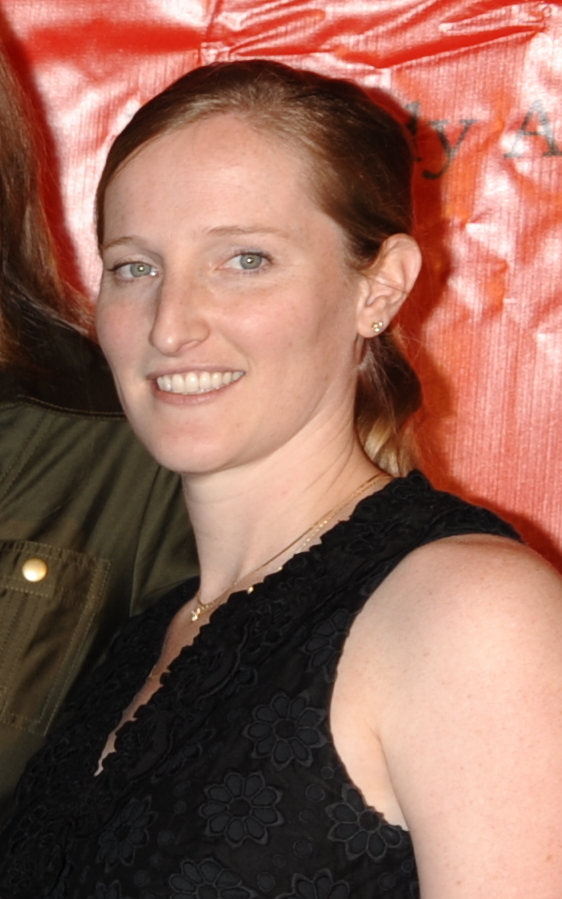
Melissa Bernstein llegando a una gala

«JMM» es el debut como directora de Melissa Bernstein, productora ejecutiva de Breaking Bad, Better Call Saul y El Camino.
En este episodio se incluyeron varios easter eggs que hacían referencia a Breaking Bad. Bernstein creó una escena para el personaje Peter Schuler, el director ejecutivo de Madrigal, para contrastar con la escena de su muerte en el episodio de Breaking Bad, «Madrigal», con ambas escenas comenzando con Peter probando salsas de los restaurantes filiales de Madrigal. También introdujeron el uso de la frase «amigo del cártel» que Saul pronuncia desesperadamente a Walt y Jesse cuando lo secuestran en su episodio introductorio en Breaking Bad «Better Call Saul», creyendo que Lalo proporcionó una buena manera de introducir esa frase a Jimmy/Saul. Otras referencias incluyen la alusión a los dos matrimonios anteriores de Jimmy antes de Kim, y los característicos zapatos de suela roja y tacón alto de Lydia.
Alan Sepinwall para Rolling Stone y Melanie McFarland para Salon observaron que el título del episodio, «JMM», podía tomarse de tres maneras: como las propias iniciales de Jimmy (James Morgan McGill), como un inicialismo para «Justice Matters Most» (en español, «La justicia es lo más importante»; que Jimmy acuña porque Kim le dio el maletín con el monograma después de que decidiera usar el nombre de Saul Goodman), y como un inicialismo para la frase «Just Make Money» (en español, «Solo haz dinero»; la frase que Lalo usa para persuadir a Jimmy de que obtenga su libertad bajo fianza).

## Recepción

### Audiencias
Al emitirse, el episodio recibió 1,30 millones de espectadores en Estados Unidos, y una audiencia de 0,3 millones entre adultos de 18 a 49 años. Teniendo en cuenta la audiencia Live+7, el episodio tuvo un total de 2,84 millones de espectadores en Estados Unidos y una audiencia de 0,8 millones entre adultos de 18 a 49 años.

### Respuesta crítica
«JMM» recibió aclamación crítica. En Rotten Tomatoes, tiene una calificación de 100% «Fresco Certificado», basándose en 14 reseñas con una calificación media de 9,08/10. El consenso crítico dice: «Jimmy hace el nudo, pero Saul Goodman está poniendo la soga al cuello del futuro de todos en esta diabólica y satisfactoria entrega».